# 薩納欣

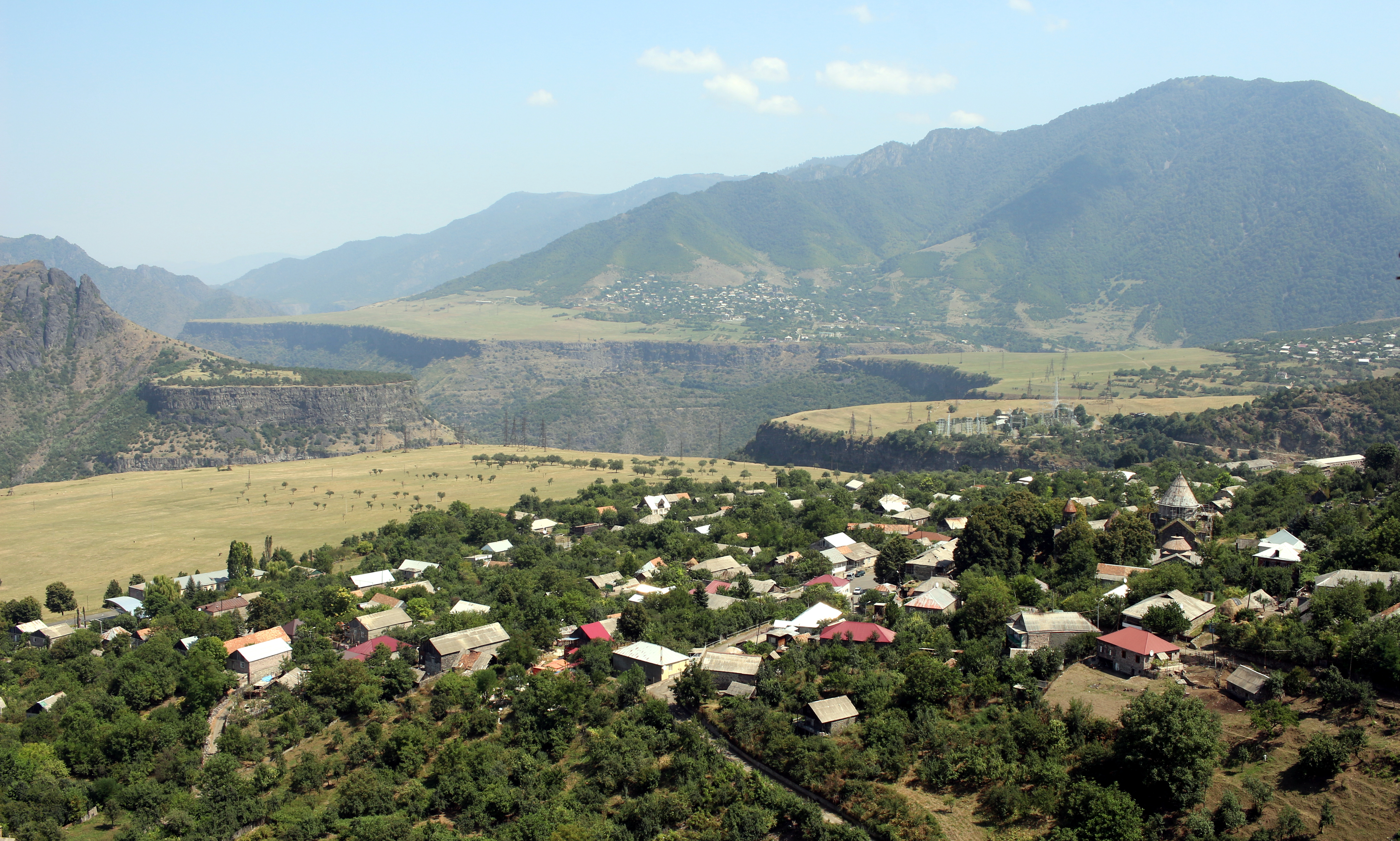
薩納欣

薩納欣是亚美尼亚北部洛里州的村庄，现为阿拉韦尔迪市的一部分。该村以联合国教科文组织认定的建立于公元10世纪的萨那欣修道院而知名。苏联米高扬兄弟飞机设计师阿尔乔姆·伊万诺维奇·米高扬和政治家阿纳斯塔斯·伊万诺维奇·米高扬出生于此。